# Igor Judge, Baron Judge

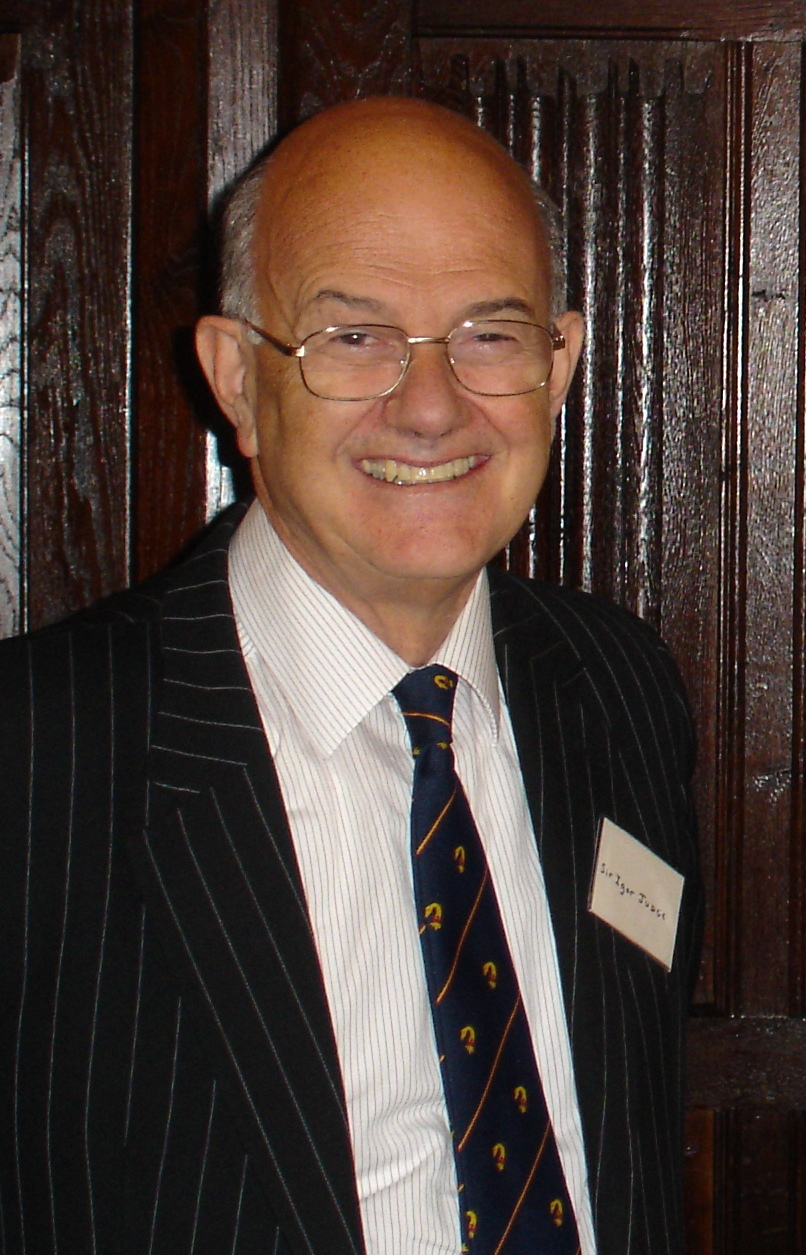
Igor Judge, Baron Judge

Igor Judge, Baron Judge Kt PC QC (* 19. Mai 1941 auf Malta; † 7. November 2023 in London) war ein britischer Jurist, Life Peer und  Lord Chief Justice of England and Wales.

## Leben
Judge wurde als Sohn von Raymond und Rosa Judge, geborene Micallef, geboren. Er besuchte von 1947 bis 1954 das St. Edward’s College in Cottonera und von 1954 bis 1959 die The Oratory School in Woodcote in Oxfordshire, wo er Schulsprecher und Kapitän der Cricket-Mannschaft war. Er studierte ab 1959 am Magdalene College der Universität Cambridge und graduierte 1962 mit einem Bachelor of Arts. Er wurde 1963 Mitglied der Anwaltskammer Middle Temple.
1979 wurde er Kronanwalt, 1987 zum Vorsitzenden des Crown Court Midland Circuit gewählt und 1988 an den High Court of Justice berufen. Am 20. Dezember 1988 wurde er als Knight Bachelor („Sir“) geadelt. Er wurde 1996 Richter am Court of Appeal sowie Mitglied des Privy Council.
Im Jahre 2003 wurde er Deputy Lord Chief Justice. Als der Lord Chief Justice Harry Woolf 2005 in den Ruhestand ging, wurde nicht er dessen Nachfolger, sondern Lord Phillips of Worth Matravers. Er wurde aber Präsident der Queen’s Bench Division des High Court of Justice. Diese Stelle wurde erst durch den Constitutional Reform Act 2005 geschaffen. Am 7. Juli 2008 wurde bekanntgegeben, dass Judge am 1. Oktober 2008 die Nachfolge von Lord Phillips of Worth Matravers als Lord Chief Justice of England and Wales antreten werde. Am 1. Oktober 2013 endete Judges Laufbahn als Lord Chief Justice of England and Wales aus Altersgründen gemäß der gesetzlichen Bestimmungen. 
Anlässlich seiner Ernennung zu Lord Chief Justice wurde Judge mit Letters Patent vom 1. Oktober 2008 als Baron Judge, of Draycote in the County of Warwickshire, zum Life Peer erhoben. Er wurde dadurch Mitglied des House of Lords und dort am 6. Oktober 2008 feierlich eingeführt.
Im Jahre 2007 erhielt Lord Judge die Ehrendoktorwürde der Nottingham Trent University.